# França nos Jogos Olímpicos de Verão de 2008
A França participou dos Jogos Olímpicos de Verão de 2008 em Pequim, na China. Sua delegação contou com a participação de 323 atletas que competiram em 23 esportes.

## Medalhas

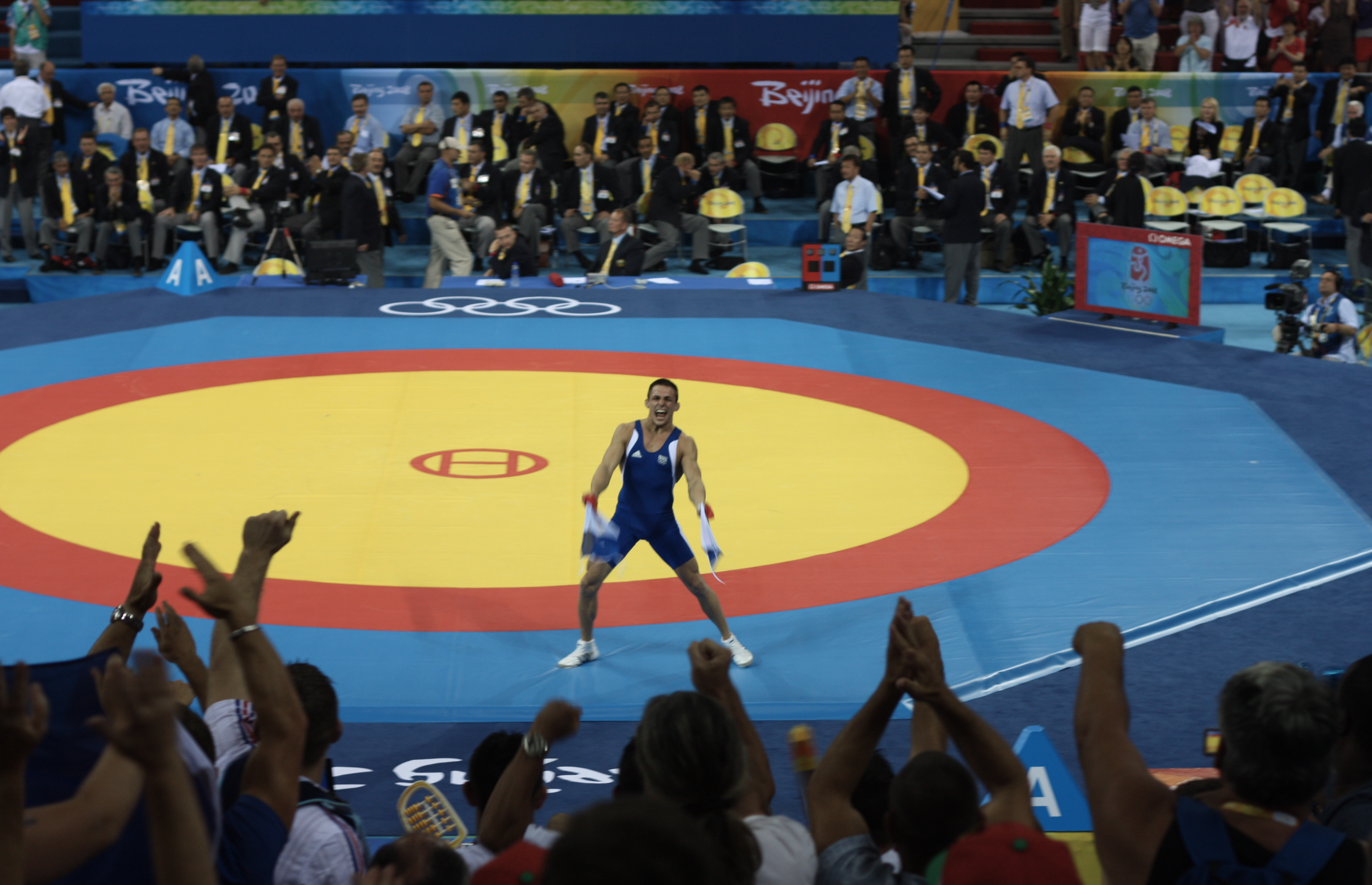
Steeve Guenot foi o campeão na categoria até 66kg da luta greco-romana.

| Atleta | Esporte                                                                                          | Evento                              | Medalha |
| --- | ------------------------------------------------------------------------------------------------ | ----------------------------------- | ------- |
| Steeve Guenot | Lutas                                                                                            | Greco-romana até 66 kg masculino    | Ouro    |
| Alain Bernard | Natação                                                                                          | 100 m livre masculino               | Ouro    |
| Jérôme Jeannet Fabrice Jeannet Ulrich Robeiri | Esgrima                                                                                          | Espada por equipes masculino        | Ouro    |
| Julien Pillet Boris Sanson Nicolas Lopez | Esgrima                                                                                          | Sabre por equipes masculino         | Ouro    |
| Anne-Caroline Chausson | Ciclismo                                                                                         | BMX feminino                        | Ouro    |
| Julien Absalon | Ciclismo                                                                                         | Cross-country masculino             | Ouro    |
| \| Guillaume Gille Didier Dinart Cédric Burdet Bertrand Gille Daniel Narcisse Olivier Girault Daouda Karaboué \| Nikola Karabatić Christophe Kempe Thierry Omeyer Joël Abati Luc Abalo Michaël Guigou Cédric Paty \| | Handebol                                                                                         | Masculino                           | Ouro    |
| Fabrice Jeannet | Esgrima                                                                                          | Espada individual masculino         | Prata   |
| Benjamin Darbelet | Judô                                                                                             | Até 66 kg masculino                 | Prata   |
| Amaury Leveaux Fabien Gilot Frederick Bousquet Alain Bernard Gregory Mallet Boris Steimetz | Natação                                                                                          | Revezamento 4x100 m livre masculino | Prata   |
| Fabien Lefèvre | Canoagem                                                                                         | Slalom K-1 masculino                | Prata   |
| Nicolas Lopez | Esgrima                                                                                          | Sabre individual masculino          | Prata   |
| Lucie Décosse | Judô                                                                                             | Até 63 kg feminino                  | Prata   |
| Venceslas Dabaya-Tientcheu | Halterofilismo                                                                                   | Até 69 kg masculino                 | Prata   |
| Grégory Baugé Kévin Sireau Arnaud Tournant | Ciclismo                                                                                         | Velocidade por equipes masculino    | Prata   |
| Amaury Leveaux | Natação                                                                                          | 50 m livre masculino                | Prata   |
| Thomas Bouhail | Ginástica artística                                                                              | Salto masculino                     | Prata   |
| Mahiedine Mekhissi-Benabbad | Atletismo                                                                                        | 3000 m com obstáculos masculino     | Prata   |
| Julien Bontemps | Vela                                                                                             | RS:X masculino                      | Prata   |
| Laëtitia Le Corguillé | Ciclismo                                                                                         | BMX feminino                        | Prata   |
| Jean-Christophe Péraud | Ciclismo                                                                                         | Cross-country masculino             | Prata   |
| Khedafi Djelkhir | Boxe                                                                                             | Peso pena                           | Prata   |
| Daouda Sow | Boxe                                                                                             | Peso leve                           | Prata   |
| Sophie Dodemont Virginie Arnold Bérengère Schuh | Tiro com arco                                                                                    | Equipes femininas                   | Bronze  |
| Hugues Duboscq | Natação                                                                                          | 100 m peito masculino               | Bronze  |
| Christophe Guenot | Lutas                                                                                            | Greco-romana até 74 kg masculino    | Bronze  |
| Hugues Duboscq | Natação                                                                                          | 200 m peito masculino               | Bronze  |
| Benoît Caranobe | Ginástica artística                                                                              | Individual geral masculino          | Bronze  |
| Stéphanie Possamaï | Judô                                                                                             | Mais de 78 kg feminino              | Bronze  |
| Teddy Riner | Judô                                                                                             | Mais de 100 kg masculino            | Bronze  |
| Alain Bernard | Natação                                                                                          | 50 m livre masculino                | Bronze  |
| Anthony Terras | Tiro                                                                                             | Skeet masculino                     | Bronze  |
| Julien Desprès Benjamin Rondeau Germain Chardin Dorian Mortelette | Remo                                                                                             | Quatro sem masculino                | Bronze  |
| Guillaume Florent | Vela                                                                                             | Finn                                | Bronze  |
| Jonathan Coeffic Pierre-Jean Peltier Julien Bahain Cédric Berrest | Remo                                                                                             | Skiff quádruplo masculino           | Bronze  |
| Nicolas Charbonnier Olivier Bausset | Vela                                                                                             | 470 masculino                       | Bronze  |
| Mickaël Bourgain | Ciclismo                                                                                         | Velocidade masculino                | Bronze  |
| Alexis Vastine | Boxe                                                                                             | Peso meio-médio-ligeiro             | Bronze  |
| Gwladys Épangue | Taekwondo                                                                                        | Até 67 kg feminino                  | Bronze  |
| Marie Delattre Anne-Laure Viard | Canoagem                                                                                         | K-2 500 m feminino                  | Bronze  |
| Mehdi Baala[a] | Atletismo                                                                                        | 1500 m masculino                    | Bronze  |
| Guillaume Gille Didier Dinart Cédric Burdet Bertrand Gille Daniel Narcisse Olivier Girault Daouda Karaboué | Nikola Karabatić Christophe Kempe Thierry Omeyer Joël Abati Luc Abalo Michaël Guigou Cédric Paty |                                     |         |

Em itálico os atletas que competiram apenas nas eliminatórias, mas receberam medalhas.
a  Mehdi Baala originalmente terminou em quarto lugar, mas herdou a medalha de bronze em 17 de novembro de 2009, após a desclassificação de Rashid Ramzi, do Bahrein, por doping.

### 

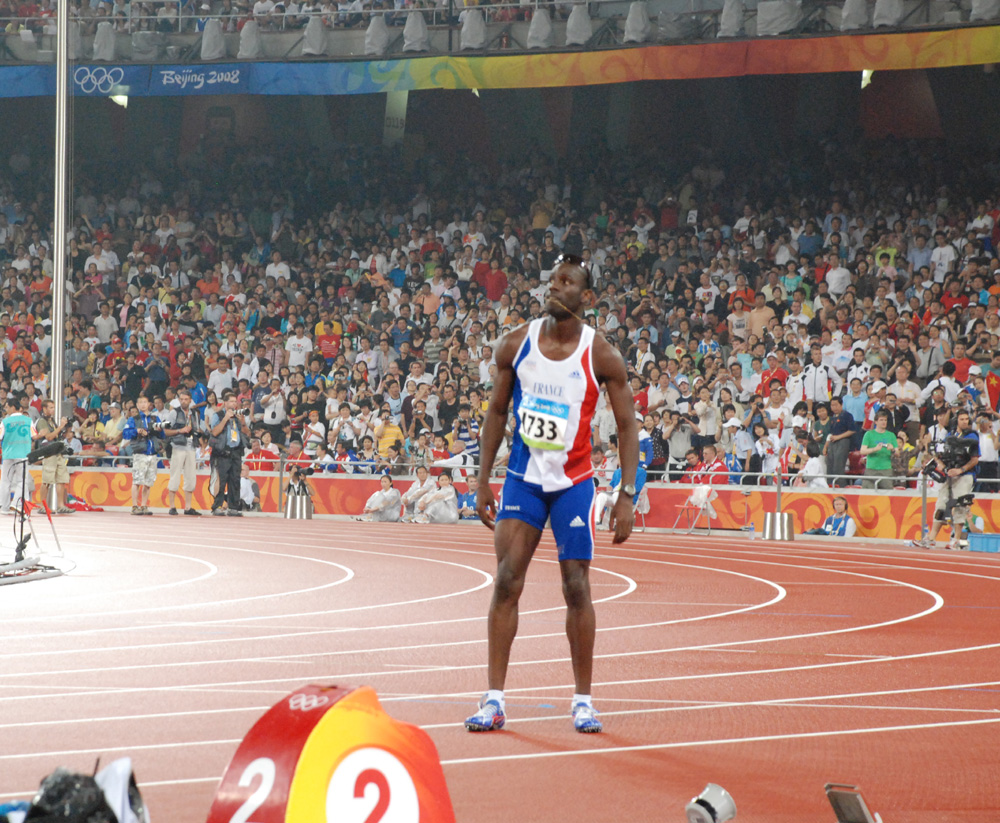
Leslie Djhone finalizou os 400 metros na quinta posição.

## Desempenho

### Atletismo
Masculino
| Atletas                                                              | Evento                 | Preliminares | Preliminares | Quartas | Quartas | Semifinal   | Semifinal   | Final         | Final            |
| Atletas                                                              | Evento                 | Marca        | Posição      | Marca   | Posição | Marca       | Posição     | Marca         | Posição          |
| -------------------------------------------------------------------- | ---------------------- | ------------ | ------------ | ------- | ------- | ----------- | ----------- | ------------- | ---------------- |
| Martial Mbandjock                                                    | 100 metros             | 10s26        | 15º          | 10s16   | 16º     | 10s18       | 14º         | Não avançou   | Não avançou      |
| Ronald Pognon                                                        | 100 metros             | 10s26        | 15º          | 10s21   | 18º     | Não avançou | Não avançou | Não avançou   | Não avançou      |
| Leslie Djhone                                                        | 400 metros             | 45s12        | 8º           |         |         | 44s79 (SB)  | 6º          | 45s11         | 5º               |
| Mehdi Baala                                                          | 1500 metros            | 3m35s87      | 4º           |         |         | 3m37s47     | 5º          | 3m34s21       | [ 1 ]            |
| Ladji Doucouré                                                       | 110 m com barreiras    | 13s52        | 11º          | 13s39   | 6º      | 13s22 (SB)  | 3º          | 13s24         | 4º               |
| Samuel Coco-Viloin                                                   | 110 m com barreiras    | 13s60        | 21º          | 13s51   | 16º     | 13s65       | 15º         | Não avançou   | Não avançou      |
| Bouabdellah Tahri                                                    | 3.000 m com obstáculos | 8m23s42      | 15º          |         |         |             |             | 8m14s79       | 5º               |
| Mahiedine Mekhissi-Benabbad                                          | 3.000 m com obstáculos | 8m16s95 (SB) | 2º           |         |         |             |             | 8m10s49 (PB)  | Medalha de prata |
| Vincent Zouaoui-Dandrieaux                                           | 3.000 m com obstáculos | 8m27s91      | 22º          |         |         |             |             | Não avançou   | Não avançou      |
| Simon Munyutu                                                        | Maratona               |              |              |         |         |             |             | 2h25m50s      | 57º              |
| Eddy Riva                                                            | 50 km marcha atlética  |              |              |         |         |             |             | 4h00 m49s     | 28º              |
| Yohann Diniz                                                         | 50 km marcha atlética  |              |              |         |         |             |             | Não completou | Não completou    |
| Yannick Lesourd Martial Mbandjock Manuel Reynaert Samuel Coco-Viloin | Revezamento 4x100 m    | 39s53        | 10º          |         |         |             |             | Não avançou   | Não avançou      |
| Teddy Venel Ydrissa Mbarke Brice Panel Richard Maunier               | Revezamento 4x400 m    | 3m03s19      | 11º          |         |         |             |             | Não avançou   | Não avançou      |
| Salim Sdiri                                                          | Salto em distância     | 7,81m        | 21º          |         |         |             |             | Não avançou   | Não avançou      |
| Colomba Fofana                                                       | Salto triplo           | 16,42m       | 29º          |         |         |             |             | Não avançou   | Não avançou      |
| Mickael Hanany                                                       | Salto em altura        | 2,25m        | 14º          |         |         |             |             | Não avançou   | Não avançou      |
| Jérôme Clavier                                                       | Salto com vara         | 5,65m        | 3º           |         |         |             |             | 5,60 m        | 7º               |
| Romain Mesnil                                                        | Salto com vara         | 5,55m        | 14º          |         |         |             |             | Não avançou   | Não avançou      |
| Yves Niare                                                           | Arremesso de peso      | 19,73m       | 23º          |         |         |             |             | Não avançou   | Não avançou      |
| Romain Barras                                                        | Decatlo                |              |              |         |         |             |             | 8253 pts (SB) | 5º               |

Feminino
| Atletas                                                                   | Evento                | Preliminares  | Preliminares  | Quartas | Quartas | Semifinal     | Semifinal     | Final         | Final       |
| Atletas                                                                   | Evento                | Marca         | Posição       | Marca   | Posição | Marca         | Posição       | Marca         | Posição     |
| ------------------------------------------------------------------------- | --------------------- | ------------- | ------------- | ------- | ------- | ------------- | ------------- | ------------- | ----------- |
| Christine Arron                                                           | 100 metros            | 11s37         | 15º           | 11s36   | 16º     | Não avançou   | Não avançou   | Não avançou   | Não avançou |
| Muriel Hurtis-Houairi                                                     | 200 metros            | 22s72         | 2º            | 22s89   | 11º     | 22s71         | 10º           | Não avançou   | Não avançou |
| Elodie Guegan                                                             | 800 metros            | 2m03s85       | 32º           |         |         | Não completou | Não completou | Não avançou   | Não avançou |
| Reïna-Flor Okori                                                          | 100 m com barreiras   | 12s98         | 15º           |         |         | 13s05         | 13º           | Não avançou   | Não avançou |
| Sophie Duarte                                                             | 3000 m com obstáculos | 9m38s08       | 25º           |         |         |               |               | Não avançou   | Não avançou |
| Christelle Daunay                                                         | Maratona              |               |               |         |         |               |               | 2h31m48s      | 20º         |
| Myriam Soumare Muriel Hurtis-Houairi Lina Jacques-Sebastien Carima Louami | Revezamento 4x100 m   | Não completou | Não completou |         |         |               |               | Não avançou   | Não avançou |
| Phara Anacharsis Thelia Sigere Solen Desert Virginie Michanol             | Revezamento 4x400 m   | 3m26s61 (SB)  | 9º            |         |         |               |               | Não avançou   | Não avançou |
| Teresa Nzola Meso Ba                                                      | Salto triplo          | 14,11m        | 14º           |         |         |               |               | Não avançou   | Não avançou |
| Melanie Skotnik                                                           | Salto em altura       | 1,89m         | 16º           |         |         |               |               | Não avançou   | Não avançou |
| Vanessa Boslak                                                            | Salto com vara        | 4,50 m (SB)   | 2º            |         |         |               |               | 4,55m (SB)    | 9º          |
| Marion Buisson                                                            | Salto com vara        | 4,15m         | 23º           |         |         |               |               | Não avançou   | Não avançou |
| Mélina Robert-Michon                                                      | Arremesso de disco    | 62,21m (SB)   | 5º            |         |         |               |               | 60,66m        | 8º          |
| Manuela Montebrun                                                         | Arremesso de martelo  | 72,81m        | 4º            |         |         |               |               | 72,54m        | 5º          |
| Stéphanie Falzon                                                          | Arremesso de martelo  | 68,93m        | 14º           |         |         |               |               | Não avançou   | Não avançou |
| Amélie Perrin                                                             | Arremesso de martelo  | Sem marca     | Sem marca     |         |         |               |               | Não avançou   | Não avançou |
| Marie Collonvillé                                                         | Heptatlo              |               |               |         |         |               |               | 6302 pts (SB) | 12º         |
| Antoinette Nana Djimou Ida                                                | Heptatlo              |               |               |         |         |               |               | 6055 pts      | 18º         |

### Badminton
Masculino
| Atleta            | Evento  | Fase de 64                               | Fase de 32                         | Fase de 16                      | Quartas                | Semifinais             | Final                  | Final       |
| Atleta            | Evento  | Adversário e resultado                   | Adversário e resultado             | Adversário e resultado          | Adversário e resultado | Adversário e resultado | Adversário e resultado | Posição     |
| ----------------- | ------- | ---------------------------------------- | ---------------------------------- | ------------------------------- | ---------------------- | ---------------------- | ---------------------- | ----------- |
| Erwin Kehlhoffner | Simples | AUS S. Gomez V 2-1 (19-21; 22-20; 21-15) | ZAM E. Mambwe V 2-0 (21-15; 21-17) | CHN Chen J. D 0-2 (10-21; 6-21) | Não avançou            | Não avançou            | Não avançou            | Não avançou |

Feminino
| Atleta     | Evento  | Fase de 64             | Fase de 32                       | Fase de 16                               | Quartas                                 | Semifinais             | Final                  | Final       |
| Atleta     | Evento  | Adversário e resultado | Adversário e resultado           | Adversário e resultado                   | Adversário e resultado                  | Adversário e resultado | Adversário e resultado | Posição     |
| ---------- | ------- | ---------------------- | -------------------------------- | ---------------------------------------- | --------------------------------------- | ---------------------- | ---------------------- | ----------- |
| Pi Hongyan | Simples |                        | PER C. Rivero V 2-0 (21-6; 21-9) | JPN E. Hirose V 2-1 (21-12; 16-21; 21-6) | CHN Zhang N. D 1-2 (8-21; 21-19; 19-21) | Não avançou            | Não avançou            | Não avançou |

### Boxe
| Atleta               | Evento                  | Fase de 32                     | Fase de 16                 | Quartas                        | Semifinais              | Final                        | Posição           |
| Atleta               | Evento                  | Adversário e resultado         | Adversário e resultado     | Adversário e resultado         | Adversário e resultado  | Adversário e resultado       | Posição           |
| -------------------- | ----------------------- | ------------------------------ | -------------------------- | ------------------------------ | ----------------------- | ---------------------------- | ----------------- |
| Nordine Oubaali      | Peso mosca-ligeiro      | UZB R. Sultonov V PTS 8:7      | CHN Zou S. D PTS 3:3+      | Não avançou                    | Não avançou             | Não avançou                  | Não avançou       |
| Jérôme Thomas        | Peso mosca              | DOM J. Payano D PTS 6:10       | Não avançou                | Não avançou                    | Não avançou             | Não avançou                  | Não avançou       |
| Ali Hallab           | Peso galo               | IND A. Kumar D PTS 5:12        | Não avançou                | Não avançou                    | Não avançou             | Não avançou                  | Não avançou       |
| Khedafi Djelkhir     | Peso pena               | AUS P. Fleming V PTS 13:9      | USA R. Williams V PTS 9:7  | MEX A. Santos Reyes V PTS 14:9 | AZE S. Imranov V RET    | UKR V. Lomachenko D RSC      | Medalha de prata  |
| Daouda Sow           | Peso leve               | PRK Kim S-G. V PTS 13:3        | PUR J. Pedraza V PTS 13:9  | CHN Hu Q. V PTS 9:6            | CUB Y. Ugás V PTS 15:8  | RUS A. Tishchenko D PTS 9:11 | Medalha de prata  |
| Alexis Vastine       | Peso meio-médio-ligeiro | LTU E. Kavaliauskas V PTS 13:2 | GBR B. Saunders V PTS 11:7 | MGL U. Mönkh-Erdene V PTS 12:4 | DOM M. Díaz D PTS 10:12 | Não avançou                  | Medalha de bronze |
| Jaouad Chiguer       | Peso meio-médio         | TKM A. Bashirov V PTS 17:6     | UZB D. Mahmudov D PTS 3:8  | Não avançou                    | Não avançou             | Não avançou                  | Não avançou       |
| Jean-Mickaël Raymond | Peso meio-médio         | UZB E. Rasulov D PTS 2:8       | Não avançou                | Não avançou                    | Não avançou             | Não avançou                  | Não avançou       |
| John M'Bumba         | Peso pesado             |                                | COL D. Blanco V PTS 11:5   | RUS R. Chakhkeiv D PTS 9:18    | Não avançou             | Não avançou                  | Não avançou       |

### Canoagem slalom
Masculino
| Atleta                     | Evento | Preliminar | Preliminar | Preliminar | Preliminar | Semifinais | Semifinais | Final       | Final       | Total       | Posição          |
| Atleta                     | Evento | Descida 1  | Descida 2  | Total      | Posição    | Tempo      | Posição    | Tempo       | Posição     | Total       | Posição          |
| -------------------------- | ------ | ---------- | ---------- | ---------- | ---------- | ---------- | ---------- | ----------- | ----------- | ----------- | ---------------- |
| Tony Estanguet             | C-1    | 89s99      | 86s09      | 176s08     | 6º         | 93s92      | 9º         | Não avançou | Não avançou | Não avançou | Não avançou      |
| Fabien Lefevre             | K-1    | 85s66      | 84s70      | 168s06     | 2º         | 87s21      | 3º         | 86s09       | 2º          | 173s30      | Medalha de prata |
| Cédric Forgit Martin Braud | C-2    | 96s17      | 92s39      | 188s56     | 2º         | 102s76     | 5º         | 95s43       | 1º          | 198s19      | 4º               |

Feminino
| Atleta     | Evento | Preliminar | Preliminar | Preliminar | Preliminar | Semifinais | Semifinais | Final  | Final   | Total  | Posição |
| Atleta     | Evento | Descida 1  | Descida 2  | Total      | Posição    | Tempo      | Posição    | Tempo  | Posição | Total  | Posição |
| ---------- | ------ | ---------- | ---------- | ---------- | ---------- | ---------- | ---------- | ------ | ------- | ------ | ------- |
| Émilie Fer | K-1    | 96s90      | 92s78      | 189s68     | 5º         | 98s50      | 2º         | 153s46 | 7º      | 251s96 | 7º      |

### Canoagem de velocidade
Masculino
| Atleta                            | Evento     | Preliminar | Preliminar | Semifinais | Semifinais | Final       | Final       |
| Atleta                            | Evento     | Tempo      | Posição    | Tempo      | Posição    | Tempo       | Posição     |
| --------------------------------- | ---------- | ---------- | ---------- | ---------- | ---------- | ----------- | ----------- |
| Arnaud Hybois                     | K-1 500 m  | 1m37s902   | 3º         | 1m43s559   | 5º         | Não avançou | Não avançou |
| Vincent Lecrubier Sébastien Jouve | K-1 500 m  | 1m29s805   | 2º         |            |            | 1m31s312    | 7º          |
| Philippe Colin Cyrille Carre      | K-1 1000 m | 3m18s968   | 3º         |            |            | 3m16s532    | 6º          |
| Mathieu Goubel                    | C-1 500 m  | 1m49s527   | 3º         | 1m52s239   | 2º         | 1m49s056    | 4º          |
| Mathieu Goubel                    | C-1 1000 m | 3m56s972   | 2º         | 3m57s607   | 1º         | 3m57s889    | 7º          |
| Bertrand Hemonic William Tchamba  | C-2 500 m  | 1m43s453   | 6º         | 1m43s874   | 6º         | Não avançou | Não avançou |
| Bertrand Hemonic William Tchamba  | C-2 1000 m | 3m46s431   | 5º         | 3m48s406   | 6º         | Não avançou | Não avançou |

Feminino
| Atleta                          | Evento    | Preliminar | Preliminar | Semifinais | Semifinais | Final    | Final             |
| Atleta                          | Evento    | Tempo      | Posição    | Tempo      | Posição    | Tempo    | Posição           |
| ------------------------------- | --------- | ---------- | ---------- | ---------- | ---------- | -------- | ----------------- |
| Marie Delattre Anne-Laure Viard | K-2 500 m | 1m43s832   | 2º         |            |            | 1m42s128 | Medalha de bronze |

### Ciclismo BMX
Masculino
| Atleta        | Evento     | Qualificatória | Qualificatória | Quartas | Quartas | Semifinal   | Semifinal   | Final         | Final         |
| Atleta        | Evento     | Tempo          | Posição        | Pontos  | Posição | Pontos      | Posição     | Tempo         | Posição       |
| ------------- | ---------- | -------------- | -------------- | ------- | ------- | ----------- | ----------- | ------------- | ------------- |
| Thomas Allier | Individual | 36,649         | 19º            | 16      | 6º      | Não avançou | Não avançou | Não avançou   | Não avançou   |
| Damien Godet  | Individual | 36,008         | 3º             | 13      | 4º      | 14          | 4º          | Não completou | Não completou |

Feminino
| Atleta                 | Evento     | Qualificatória | Qualificatória | Semifinal | Semifinal | Final  | Final            |
| Atleta                 | Evento     | Tempo          | Posição        | Pontos    | Posição   | Tempo  | Posição          |
| ---------------------- | ---------- | -------------- | -------------- | --------- | --------- | ------ | ---------------- |
| Anne-Caroline Chausson | Individual | 36,660         | 1º             | 4         | 1º        | 35,976 | Medalha de ouro  |
| Laëtitia Le Corguillé  | Individual | 37,145         | 3º             | 4         | 1º        | 38,042 | Medalha de prata |

### Ciclismo de estrada
Masculino
| Atleta           | Evento             | Final              | Final         |
| Atleta           | Evento             | Tempo              | Posição       |
| ---------------- | ------------------ | ------------------ | ------------- |
| Rémi Pauriol     | Corrida em estrada | 6h26m17s (+2m28s)  | 33º           |
| Jérôme Pineau    | Corrida em estrada | 6h24m11s (+0 m22s) | 13º           |
| Cyril Dessel     | Corrida em estrada | Não completou      | Não completou |
| Pierrick Fedrigo | Corrida em estrada | Não completou      | Não completou |
| Pierre Rolland   | Corrida em estrada | Não completou      | Não completou |

Feminino
| Atleta                   | Evento             | Final              | Final   |
| Atleta                   | Evento             | Tempo              | Posição |
| ------------------------ | ------------------ | ------------------ | ------- |
| Christel Ferrier Bruneau | Corrida em estrada | 3h32m45s (+0 m21s) | 13º     |
| Jeannie Longo-Ciprelli   | Corrida em estrada | 3h32m57s (+0 m33s) | 24º     |
| Jeannie Longo-Ciprelli   | Contra o relógio   | 35m52s62 (+1m01s)  | 4º      |
| Maryline Salvetat        | Corrida em estrada | 3h32m45s (+0 m21s) | 14º     |
| Maryline Salvetat        | Contra o relógio   | 38m09s72 (+3m18s)  | 20º     |

### Ciclismo Mountain Bike
Masculino
| Atleta                 | Evento        | Final    | Final            |
| Atleta                 | Evento        | Tempo    | Posição          |
| ---------------------- | ------------- | -------- | ---------------- |
| Julien Absalon         | Cross-country | 1h55m59s | Medalha de ouro  |
| Jean-Christophe Péraud | Cross-country | 1h57m06s | Medalha de prata |
| Cédric Ravanel         | Cross-country | 2h01m38s | 14º              |

Feminino
| Atleta             | Evento        | Final     | Final   |
| Atleta             | Evento        | Tempo     | Posição |
| ------------------ | ------------- | --------- | ------- |
| Laurence Leboucher | Cross-country | 2h00 m55s | 17º     |

### Ciclismo de pista
Masculino
| Atleta                                     | Evento                 | Qualificação            | Qualificação | 1ª Ronda                   | 1ª Ronda   | 2ª Ronda                | 2ª Ronda                               | Quartas                       | Semifinal                     | Final                                                                      | Final             |
| Atleta                                     | Evento                 | Tempo Vel. média (km/h) | Pos.         | Adversário e tempo         | Repescagem | Adversário e tempo      | Repescagem                             | Adversário e resultado        | Adversário e resultado        | Adversário e resultado                                                     | Pos.              |
| ------------------------------------------ | ---------------------- | ----------------------- | ------------ | -------------------------- | ---------- | ----------------------- | -------------------------------------- | ----------------------------- | ----------------------------- | -------------------------------------------------------------------------- | ----------------- |
| Kévin Sireau                               | Velocidade             | 10.098 71,301 km/h      | 4º           | USA M. Blatchford V 10.742 |            | NED T. Bos D 10.777     | JPN K. Watanabe AUS R. Bayley V 10.570 | GBR J. Kenny D 10.546, 10.595 |                               | Disputa pelo 5º lugar NED T. Mulder NED T. Bos MAS A. Hasni Awang V 10.719 | 5º                |
| Mickaël Bourgain                           | Velocidade             | 10.123 71,125 km/h      | 5º           | JPN T. Kitatsuru V 10.562  |            | ITA R. Chiappa V 10.784 |                                        | NED T. Bos V 10.524, 10.463   | GBR C. Hoy D 10.260, 10.358   | Disputa pelo bronze GER M. Levy V 11.047, 10.666 (D), 10.560               | Medalha de bronze |
| Gregory Bauge Kévin Sireau Arnaud Tournant | Velocidade por equipes | 43.541 62,010 km/h      | 2º           |                            |            |                         |                                        |                               | MAS Malásia V 43.656 a 44.822 | GBR Grã-Bretanha D 43.651 a 43.128                                         | Medalha de prata  |

| Atleta                                                              | Evento                  | Qualificação | Qualificação | Semifinal           | Semifinal   | Final              | Final       |
| Atleta                                                              | Evento                  | Tempo        | Posição      | Adversário e tempo  | Posição     | Adversário e tempo | Posição     |
| ------------------------------------------------------------------- | ----------------------- | ------------ | ------------ | ------------------- | ----------- | ------------------ | ----------- |
| Fabien Sanchez                                                      | Perseguição individual  | 4m33s100     | 15º          | Não avançou         | Não avançou | Não avançou        | Não avançou |
| Damien Gaudin Matthieu Ladagnous Christophe Riblon Nicolas Rousseau | Perseguição por equipes | 4m03s679     | 5º           | DEN Dinamarca D DSQ | -           | Não avançou        | Não avançou |

| Atleta          | Evento | Preliminar | Repescagem | Semifinais | Final                  |
| Atleta          | Evento | Posição    | Posição    | Posição    | Posição                |
| --------------- | ------ | ---------- | ---------- | ---------- | ---------------------- |
| Grégory Baugé   | Keirin | 4º         | 1º         | 5º         | Disputa de 7º lugar 7º |
| Arnaud Tournant | Keirin | 4º         | 1º         | 3º         | 6º                     |

| Atleta                             | Evento             | Pontos/Voltas | Posição |
| ---------------------------------- | ------------------ | ------------- | ------- |
| Christophe Riblon                  | Corrida por pontos | -17/-1        | 21º     |
| Matthieu Ladagnous Jerome Neuville | Madison            | 12/-1         | 7º      |

Feminino
| Atleta        | Prova      | Qualificação            | Qualificação | 1ª Ronda                    | 1ª Ronda   | Quartas                        | Semifinal            | Final                                                                            | Final |
| Atleta        | Prova      | Tempo Vel. média (km/h) | Pos.         | Adversário Tempo            | Repescagem | Adversário Resultado           | Adversário Resultado | Adversário Resultado                                                             | Pos.  |
| ------------- | ---------- | ----------------------- | ------------ | --------------------------- | ---------- | ------------------------------ | -------------------- | -------------------------------------------------------------------------------- | ----- |
| Clara Sanchez | Velocidade | 11.365 63,352 km/h      | 6º           | BLR N. Tsylinskaya V 11.607 |            | AUS A. Meares D 11.716, 12.108 |                      | Disputa pelo 5º lugar BLR N. Tsylinskaya USA J. Reed LTU S. Krupeckaitė V 12.264 | 5º    |

| Atleta          | Evento             | Pontos/Voltas | Posição |
| --------------- | ------------------ | ------------- | ------- |
| Pascale Jeuland | Corrida por pontos | 8/0           | 7º      |

### Esgrima
Masculino
| Atleta                                        | Evento             | Fase de 64                  | Fase de 32                | Fase de 16                | Quartas de final          | Semifinais             | Final                                      | Posição          |             |
| Atleta                                        | Evento             | Adversário e resultado      | Adversário e resultado    | Adversário e resultado    | Adversário e resultado    | Adversário e resultado | Adversário e resultado                     | Posição          |             |
| --------------------------------------------- | ------------------ | --------------------------- | ------------------------- | ------------------------- | ------------------------- | ---------------------- | ------------------------------------------ | ---------------- | ----------- |
| Fabrice Jeannet                               | Espada individual  | KGZ S. Katchiourine V 15-14 | USA S. Kelsey V 15-11     | CAN I. Tikhomirov V 15-7  | PRK Jung J-S. V 15-11     | HUN G. Boczkó V 15-12  | ITA M. Tagliariol D 9-15                   | Medalha de prata |             |
| Jérôme Jeannet                                | Espada individual  |                             | EST N. Novosjolov V 15-14 | ESP J. Abajo D 9-15       | Não avançou               | Não avançou            | Não avançou                                | Não avançou      |             |
| Ulrich Robeiri                                | Espada individual  |                             | RUS A. Avdeev V 15-11     | ITA M. Tagliariol D 11-15 | Não avançou               | Não avançou            | Não avançou                                | Não avançou      |             |
| Brice Guyart                                  | Florete individual |                             |                           | MAR A. Lahoussine V 15-3  | FRA E. Le Pechoux D 10-15 | Não avançou            | Não avançou                                | Não avançou      | Não avançou |
| Erwan Le Pechoux                              | Florete individual |                             |                           | FRA B. Guyart V 15-10     | ITA S. Sanzo D 9-10       | Não avançou            | Não avançou                                | Não avançou      |             |
| Nicolas Lopez                                 | Sabre individual   | BUR J. Ouedraogo V 15-6     | RUS S. Pozdniakov V 15-8  | KOR Oh E-S. V 15-11       | ESP J. Pina V 15-10       | ROU M. Covaliu V 15-13 | CHN Zhong M. D 9-15                        | Medalha de prata |             |
| Julien Pillet                                 | Sabre individual   |                             | CHN Wang J. V 15-14       | ROU R. Dumitrescu V 15-13 | USA K. Smart V 15-13      | CHN Zhong M. D 12-15   | Disputa pelo bronze ROU M. Covaliu D 11-15 | 4º               |             |
| Boris Sanson                                  | Sabre individual   |                             | USA T. Morehouse V 15-12  | ITA L. Tarantino D 7-15   | Não avançou               | Não avançou            | Não avançou                                | Não avançou      |             |
| Fabrice Jeannet Jérôme Jeannet Ulrich Robeiri | Espada por equipes |                             |                           |                           | VEN Venezuela V 45-33     | ITA Itália V 45-39     | POL Polônia V 45-29                        | Medalha de ouro  |             |
| Julien Pillet Boris Sanson Nicolas Lopez      | Sabre por equipes  |                             |                           |                           | EGY Egito V 45-31         | ITA Itália V 45-41     | USA Estados Unidos V 45-37                 | Medalha de ouro  |             |

Feminino
| Atleta                                                   | Evento             | Fase de 64             | Fase de 32             | Fase de 16                | Quartas de final       | Semifinais             | Final                                          | Posição     |
| Atleta                                                   | Evento             | Adversário e resultado | Adversário e resultado | Adversário e resultado    | Adversário e resultado | Adversário e resultado | Adversário e resultado                         | Posição     |
| -------------------------------------------------------- | ------------------ | ---------------------- | ---------------------- | ------------------------- | ---------------------- | ---------------------- | ---------------------------------------------- | ----------- |
| Laura Flessel-Colovic                                    | Espada individual  |                        | ISR N. Mills V 15-8    | CHN Zhong W. V 13-11      | CHN Li N. D 10-15      | Não avançou            | Não avançou                                    | Não avançou |
| Hajnalka Kiraly Picot                                    | Espada individual  |                        | EGY A. El Sayed V 15-7 | SWE E. Samuelsson D 13-15 | Não avançou            | Não avançou            | Não avançou                                    | Não avançou |
| Corinne Maitrejean                                       | Florete individual |                        | USA E. Smart V 15-9    | GER K. Wachter D 10-15    | Não avançou            | Não avançou            | Não avançou                                    | Não avançou |
| Léonore Perrus                                           | Sabre individual   |                        | TUN A. Besbes D 11-15  | Não avançou               | Não avançou            | Não avançou            | Não avançou                                    | Não avançou |
| Anne-Lise Touya                                          | Sabre individual   |                        | HUN O. Nagy D 13-15    | Não avançou               | Não avançou            | Não avançou            | Não avançou                                    | Não avançou |
| Carole Vergne                                            | Sabre individual   |                        | KOR Kim K-H. D 14-15   | Não avançou               | Não avançou            | Não avançou            | Não avançou                                    | Não avançou |
| Solenn Mary Leonore Perrus Anne-Lise Touya Carole Vergne | Sabre por equipes  |                        |                        |                           | CAN Canadá V 45-22     | CHN China D 38-45      | Disputa pelo bronze USA Estados Unidos D 38-45 | 4º          |

### Ginástica artística
Masculino
| Atleta                                                                                                  | Evento             | Aparelho | Aparelho | Aparelho       | Aparelho | Aparelho       | Aparelho  | Qualificação | Qualificação | Final       | Final             |
| Atleta                                                                                                  | Evento             | Salto    | Solo     | Cav. com alças | Argolas  | Bar. paralelas | Bar. fixa | Total        | Pos.         | Total       | Pos.              |
| --- | ------------------ | -------- | -------- | -------------- | -------- | -------------- | --------- | ------------ | ------------ | ----------- | ----------------- |
| Thomas Bouhail                                                                                          | Individual geral   | 16,625   | 15,125   | 13,850         | 13,700   | 14,675         | 14,575    | 88,550       | 27º          | 87,000      | 21º               |
| Thomas Bouhail                                                                                          | Salto sobre a mesa |          |          |                |          |                |           | 16,662       | 2º           | 16,537      | Medalha de prata  |
| Benoît Caranobe                                                                                         | Individual geral   | 16,500   | 15,125   | 14,250         | 15,100   | 15,275         | 14,675    | 90,925       | 10º          | 91,925      | Medalha de bronze |
| Benoît Caranobe                                                                                         | Salto sobre a mesa |          |          |                |          |                |           | 16,437       | 7º           | 16,062      | 5º                |
| Yann Cucherat                                                                                           | Individual geral   |          |          |                |          | 16,000         | 15,850    | 31,850       | 84º          | Não avançou | Não avançou       |
| Yann Cucherat                                                                                           | Barra fixa         |          |          |                |          |                |           | 15,850       | 3º           | 14,825      | 8º                |
| Danny Pinheiro Rodrigues                                                                                | Individual geral   |          | 14,200   | 13,400         | 15,800   |                |           | 43,400       | 80º          | Não avançou | Não avançou       |
| Danny Pinheiro Rodrigues                                                                                | Argolas            |          |          |                |          |                |           | 15,800       | 7º           | 16,225      | 5º                |
| Hamilton Sabot                                                                                          | Individual geral   | 15,400   | 14,575   | 14,025         | 14,375   | 15,400         | 13,975    | 87,750       | 30º          | Não avançou | Não avançou       |
| Dimitri Karbanenko                                                                                      | Individual geral   | 16,125   | 14,050   | 13,700         | 13,675   | 15,500         | 15,450    | 88,500       | 28º          | Não avançou | Não avançou       |
| Thomas Bouhail Benoît Caranobe Yann Cucherat Danny Pinheiro Rodrigues Hamilton Sabot Dimitri Karbanenko | Equipes            | 64,650   | 59,025   | 55,825         | 64,650   | 62,175         | 60,550    | 361,200      | 7º           | 272,875     | 8º                |

Feminino
| Atleta                                                                                             | Evento           | Aparelho | Aparelho | Aparelho          | Aparelho | Qualificação | Qualificação | Final       | Final       |
| Atleta                                                                                             | Evento           | Salto    | Solo     | Bar. assimétricas | Trave    | Total        | Pos.         | Total       | Pos.        |
| -------------------------------------------------------------------------------------------------- | ---------------- | -------- | -------- | ----------------- | -------- | ------------ | ------------ | ----------- | ----------- |
| Marine Debauve                                                                                     | Individual geral |          | 14,100   |                   | 14,625   | 28,725       | 87º          | Não avançou | Não avançou |
| Laetitia Dugain                                                                                    | Individual geral | 14,350   | 14,325   | 14,625            | 14,975   | 58,275       | 22º          | 56,775      | 23º         |
| Katheleen Lindor                                                                                   | Individual geral | 14,900   |          | 14,700            | 14,575   | 44,175       | 64º          | Não avançou | Não avançou |
| Pauline Morel                                                                                      | Individual geral | 14,275   | 14,625   | 14,800            | 13,750   | 57,450       | 29º          | Não avançou | Não avançou |
| Marine Petit                                                                                       | Individual geral | 14,850   | 14,375   | 14,325            | 14,800   | 58,350       | 20º          | 57,975      | 19º         |
| Rose-Eliandre Bellemare                                                                            | Individual geral | 14,725   | 14,225   | 14,400            |          | 43,350       | 70º          | Não avançou | Não avançou |
| Marine Debauve Laetitia Dugain Katheleen Lindor Pauline Morel Marine Petit Rose-Eliandre Bellemare | Equipes          | 58,825   | 57,550   | 58,525            | 58,975   | 233,875      | 6º           | 175,275     | 7º          |

### Ginástica de trampolim
Masculino
| Atleta          | Prova      | Eliminatórias | Eliminatórias | Final       | Final       |
| Atleta          | Prova      | Pontos        | Pos.          | Pontos      | Pos.        |
| --------------- | ---------- | ------------- | ------------- | ----------- | ----------- |
| Gregoire Pennes | Individual | 68,70         | 12º           | Não avançou | Não avançou |

### Halterofilismo
Masculino
| Atleta                    | Evento | Arranque (kg) | Arremesso (kg) | Total (kg) | Posição          |
| ------------------------- | ------ | ------------- | -------------- | ---------- | ---------------- |
| Vencelas Dabaya-Tientcheu | -69kg  | 151,0         | 187,0          | 338,0      | Medalha de prata |
| Giovanni Bardis           | -77kg  | 156,0         | 173,0          | 329,0      | 14º              |
| Benjamin Hennequin        | -85kg  | 162,0         | 205,0          | 367,0      | 6º               |

Feminino
| Atleta       | Evento | Arranque (kg) | Arremesso (kg) | Total (kg) | Posição |
| ------------ | ------ | ------------- | -------------- | ---------- | ------- |
| Melanie Noel | -48kg  | 80,0          | 97,0           | 177,0      | 7º      |

### Handebol
Masculino
| Equipe | Fase de Grupos                                                                                   | Fase de Grupos | Quartas de final       | Semifinal              | Final                  | Pos.            |
| Equipe | Adversário e resultado                                                                           | Pos.           | Adversário e resultado | Adversário e resultado | Adversário e resultado | Pos.            |
| --- | ------------------------------------------------------------------------------------------------ | -------------- | ---------------------- | ---------------------- | ---------------------- | --------------- |
| Luc Abalo Joël Abati Cédric Burdet Didier Dinart Jérôme Fernandez Bertrand Gille Guillaume Gille Olivier Girault Michaël Guigou Nikola Karabatić Daouda Karaboué Christophe Kempe Daniel Narcisse Thierry Omeyer Cédric Paty | BRA Brasil V 34-26 CHN China V 33-19 CRO Croácia V 23-19 ESP Espanha V 28-21 POL Polônia E 30-30 | 1º (Gr. A)     | RUS Rússia V 27-24     | CRO Croácia V 25-23    | ISL Islândia V 28-23   | Medalha de ouro |

Feminino
| Equipe | Fase de grupos                                                                                       | Fase de grupos | Quartas de final         | Semifinal                                     | Final                                   | Pos. |
| Equipe | Adversário e resultado                                                                               | Pos.           | Adversário e resultado   | Adversário e resultado                        | Adversário e resultado                  | Pos. |
| --- | --- | -------------- | ------------------------ | --------------------------------------------- | --------------------------------------- | ---- |
| Camille Ayglon Paule Baudouin Stéphanie Cano Sophie Herbrecht Nina Kanto Alexandra Lacrabère Amandine Leynaud Valérie Nicolas Véronique Rolland-Pecqueux Allison Pineau Mariama Signate Raphaëlle Tervel Maakan Tounkara Christine Vanparys Isabelle Wendling | ANG Angola V 32-21 KAZ Cazaquistão V 21-18 ROU Romênia D 26-34 NOR Noruega D 24-34 CHN China D 18-21 | 4º (Gr. A)     | RUS Rússia D 31-32 (pro) | Classificação 5º-8º ROU Romênia V 36-34 (pro) | Disputa pelo 5º lugar CHN China V 31-23 | 5º   |

### Hipismo
Adestramento
| Atleta                                    | Cavalo                                    | Evento     | Grand Prix/ Final Equipes | Grand Prix/ Final Equipes | Grand Prix Special | Grand Prix Special | Grand Prix Freestyle/ Final Individual | Grand Prix Freestyle/ Final Individual | Resultado final | Resultado final |
| Atleta                                    | Cavalo                                    | Evento     | Pontos                    | Posição                   | Pontos             | Posição            | Pontos                                 | Posição                                | Total Pontos    | Posição         |
| ----------------------------------------- | ----------------------------------------- | ---------- | ------------------------- | ------------------------- | ------------------ | ------------------ | -------------------------------------- | -------------------------------------- | --------------- | --------------- |
| Marc Boblet                               | Whitini Star                              | Individual | 66,125                    | 21º                       | 65,640             | 21º                | Não avançou                            | Não avançou                            | Não avançou     | Não avançou     |
| Julia Chevanne                            | Calimucho                                 | Individual | 63,250                    | 32º                       | Não avançou        | Não avançou        | Não avançou                            | Não avançou                            | Não avançou     | Não avançou     |
| Hubert Perring                            | Diabolo St Maurice                        | Individual | 66,833                    | 20º                       | 62,680             | 25º                | Não avançou                            | Não avançou                            | Não avançou     | Não avançou     |
| Marc Boblet Julia Chevanne Hubert Perring | Whitini Star Calimucho Diabolo St Maurice | Equipes    | 65,403                    | 7º                        |                    |                    |                                        |                                        |                 |                 |

CCE
| Atleta                                                         | Cavalo                                                               | Evento     | Adestramento | Adestramento | Cross-country | Cross-country | Saltos         | Saltos         | Saltos               | Saltos               | Total       | Total       |
| Atleta                                                         | Cavalo                                                               | Evento     | Adestramento | Adestramento | Cross-country | Cross-country | Qualificatória | Qualificatória | Final/ Final Equipes | Final/ Final Equipes | Total       | Total       |
| Atleta                                                         | Cavalo                                                               | Evento     | Pen.         | Posição      | Pen.          | Posição       | Pen.           | Posição        | Pen.                 | Posição              | Pen.        | Posição     |
| -------------------------------------------------------------- | -------------------------------------------------------------------- | ---------- | ------------ | ------------ | ------------- | ------------- | -------------- | -------------- | -------------------- | -------------------- | ----------- | ----------- |
| Didier Dhennin                                                 | Ismene Du Temple                                                     | Individual | 42,80        | 17º          | 56,80         | 7º            | 3              | 11º            | 0                    | 6º                   | 59,80       | 6º          |
| Nicolas Touzaint                                               | Galan De Sauvagere                                                   | Individual | Desistiu     | Desistiu     | Desistiu      | Desistiu      | Desistiu       | Desistiu       | Desistiu             | Desistiu             | Desistiu    | Desistiu    |
| Eric Vigeanel                                                  | Coronado Prior                                                       | Individual | 53,00        | 44º          | 79,00         | 30º           | 0              | 23º            | 4                    | 20º                  | 83,00       | 20º         |
| Jean Renaud Adde                                               | Haston D'Elpegere                                                    | Individual | 56,90        | 53º          | Não avançou   | Não avançou   | Não avançou    | Não avançou    | Não avançou          | Não avançou          | Não avançou | Não avançou |
| Didier Dhennin Nicolas Touzaint Eric Vigeanel Jean Renaud Adde | Ismene Du Temple Galan De Sauvagere Coronado Prior Haston D'Elpegere | Equipes    | 152,70       | 8º           | 1135,80       | 11º           |                |                | 3                    | 11º                  | 1138,80     | 11º         |

### Judô
Masculino
| Atleta                   | Evento  | Preliminares           | Fase de 32                   | Fase de 16                       | Quartas                      | Semifinais                   | Repescagem             | Repescagem                | Repescagem                    | Final                                            | Final             |
| Atleta                   | Evento  | Preliminares           | Fase de 32                   | Fase de 16                       | Quartas                      | Semifinais                   | 1ª fase                | Quartas                   | Semifinais                    | Final                                            | Final             |
| Atleta                   | Evento  | Adversário e resultado | Adversário e resultado       | Adversário e resultado           | Adversário e resultado       | Adversário e resultado       | Adversário e resultado | Adversário e resultado    | Adversário e resultado        | Adversário e resultado                           | Pos.              |
| ------------------------ | ------- | ---------------------- | ---------------------------- | -------------------------------- | ---------------------------- | ---------------------------- | ---------------------- | ------------------------- | ----------------------------- | ------------------------------------------------ | ----------------- |
| Dimitri Dragin           | -60 kg  |                        | GEO N. Khergiani V 0101-0010 | ISR G. Yekutiel V 1001-0001      | RUS R. Kishmakov V 0002-0000 | AUT L. Paischer D 0000-1001  |                        |                           |                               | Disputa pelo bronze UZB R. Sobirov D 0000-0001   | 5º                |
| Benjamin Darbelet        | -66 kg  |                        | MAR R. Rguig V 1002-0000     | CAN S. Mehmedovic V 0001-0000    | RUS A. Gadanov V 1010-0010   | PRK Pak C-M. V 0201-0001     |                        |                           |                               | JPN M. Uchishiba D 0000-1000                     | Medalha de prata  |
| Anthony Rodriguez        | -81 kg  |                        | CUB Ó. Cárdenas D 0001-0110  | Não avançou                      | Não avançou                  | Não avançou                  | Não avançou            | Não avançou               | Não avançou                   | Não avançou                                      | Não avançou       |
| Yves-Matthieu Dafreville | -90 kg  |                        | CUB A. González V 1000-0000  | ITA R. Meloni V 0010-0000        | BRA E. Santos V 1011-0001    | ALG A. Benikhlef D 0000-1000 |                        |                           |                               | Disputa pelo bronze EGY H. Mesbah D 0000-1000    | 5º                |
| Frederic Demontfaucon    | -100 kg |                        | ISR A. Zeevi D 0001-0010     | Não avançou                      | Não avançou                  | Não avançou                  | Não avançou            | Não avançou               | Não avançou                   | Não avançou                                      | Não avançou       |
| Teddy Riner              | +100 kg |                        | TUN A. Chedli V 0010-0000    | KAZ Y. Ikhsangaliyev V 1000-0000 | UZB A. Tangriev D 0000-0001  |                              |                        | GER A. Tölzer V 0020-0010 | BRA J. Schlittler V 1000-0000 | Disputa pelo bronze GEO L. Gujejiani V 1011-0000 | Medalha de bronze |

Feminino
| Atleta               | Evento | Preliminares           | Fase de 32                   | Fase de 16                     | Quartas                        | Semifinais               | Repescagem             | Repescagem                   | Repescagem                     | Final                                             | Final             |
| Atleta               | Evento | Preliminares           | Fase de 32                   | Fase de 16                     | Quartas                        | Semifinais               | 1ª fase                | Quartas                      | Semifinais                     | Final                                             | Final             |
| Atleta               | Evento | Adversário e resultado | Adversário e resultado       | Adversário e resultado         | Adversário e resultado         | Adversário e resultado   | Adversário e resultado | Adversário e resultado       | Adversário e resultado         | Adversário e resultado                            | Pos.              |
| -------------------- | ------ | ---------------------- | ---------------------------- | ------------------------------ | ------------------------------ | ------------------------ | ---------------------- | ---------------------------- | ------------------------------ | ------------------------------------------------- | ----------------- |
| Frederique Jossinet  | -48 kg |                        | KAZ K. Nurgazina D 0000-1000 | Não avançou                    | Não avançou                    | Não avançou              | Não avançou            | Não avançou                  | Não avançou                    | Não avançou                                       | Não avançou       |
| Audrey La Rizza      | -52 kg |                        | BEL I. Heylen D 0000-0001    | Não avançou                    | Não avançou                    | Não avançou              | Não avançou            | Não avançou                  | Não avançou                    | Não avançou                                       | Não avançou       |
| Barbara Harel        | -57 kg |                        |                              | PRK Kye S-H. V 0101-0010       | ITA G. Quintavalle D 0001-0010 |                          |                        | GER Y. Bonisch V 0001-0000   | HUN B. Baczko V 0110-0010      | Dispute pelo bronze CHN Xu Y. D 0101-1000         | 5º                |
| Lucie Décosse        | -63 kg |                        | SLO U. Žolnir V 1010-0000    | ISR A. Schlesinger V 0011-0000 | GER A. von Harnier V 1001-0001 | PRK Won O-I. V 0211-0000 |                        |                              |                                | JPN A. Tanimoto D 0000-1000                       | Medalha de prata  |
| Geyrise Emane Ekpwa  | -70 kg |                        |                              | ESP L. Iglesias D 0000-0001    | Não avançou                    | Não avançou              | Não avançou            | Não avançou                  | Não avançou                    | Não avançou                                       | Não avançou       |
| Stéphanie Possamaï   | -78 kg |                        | ARG L. Briceño V 0001-0000   | TUN H. Miled V 1010-0012       | CUB Y. Castillo D 0000-0030    |                          |                        | KAZ S. Abikeyeva V 1010-0001 | GER H. Wollert V 0200-0000     | Disputa pelo bronze ESP E. San Miguel V 0100-0010 | Medalha de bronze |
| Anne-Sophie Mondière | +78 kg |                        | UZB M. Shekerova V 0200-0000 | JPN M. Tsukada D 0001-1000     |                                |                          |                        | MEX V. Zambotti V 1010-0000  | MGL D. Tserenkhand D 0000-1000 | Não avançou                                       | Não avançou       |

### Lutas
Greco-romana
| Atleta              | Evento  | Preliminar               | Oitavas de final               | Quartas de final                   | Semifinal                     | Repescagem 1ª rodada   | Repescagem 2ª rodada           | Final                                            | Final             |
| Atleta              | Evento  | Adversário e resultado   | Adversário e resultado         | Adversário e resultado             | Adversário e resultado        | Adversário e resultado | Adversário e resultado         | Adversário e resultado                           | Pos.              |
| ------------------- | ------- | ------------------------ | ------------------------------ | ---------------------------------- | ----------------------------- | ---------------------- | ------------------------------ | ------------------------------------------------ | ----------------- |
| Sébastien Hidalgo   | -60 kg  |                          | CUB R. Monzón D 1-2, 3-3, 0-6  | Não avançou                        | Não avançou                   | Não avançou            | Não avançou                    | Não avançou                                      | Não avançou       |
| Steeve Guenot       | -66 kg  | CUB A. Milián V 3-0, 2-1 | HUN T. Lőrincz V 0-2, 1-1, 1-1 | BLR M. Siamionau V 2-1, 1-1        | KAZ D. Bayakhmetov V 1-1, 3-0 |                        |                                | KGZ K. Begaliev V 3-0, 3-1                       | Medalha de ouro   |
| Christophe Guenot   | -74 kg  |                          | GEO M. Kvirkelia D 0-5, 0-5    |                                    |                               |                        | GER K. Schneider V 2-1, 2-1    | Disputa pelo bronze HUN P. Bácsi V 3-1, 0-4, 4-2 | Medalha de bronze |
| Mélonin Noumonvi    | -84 kg  |                          | ITA A. Minguzzi D 1-1, 1-1     |                                    |                               |                        | RUS A. Mishine V 0-3, 1-1, 1-1 | Disputa pelo bronze SWE A. Abrahamian D 0-4, 1-1 | 5º                |
| Yannick Szczepaniak | -120 kg |                          | BUL I. Ivanov V 1-1, 1-1, 1-1  | HUN M. Deák-Bárdos V 1-1, 0-2, 1-1 | RUS K. Baroyev D 1-2, 1-1     |                        |                                | Disputa pelo bronze LTU M. Mizgaitis D 1-2, 1-2  | 5º                |

Livre masculino
| Atleta             | Evento | Preliminar             | Oitavas de final           | Quartas de final       | Semifinal              | Repescagem 1ª rodada   | Repescagem 2ª rodada   | Final                  | Final       |
| Atleta             | Evento | Adversário e resultado | Adversário e resultado     | Adversário e resultado | Adversário e resultado | Adversário e resultado | Adversário e resultado | Adversário e resultado | Pos.        |
| ------------------ | ------ | ---------------------- | -------------------------- | ---------------------- | ---------------------- | ---------------------- | ---------------------- | ---------------------- | ----------- |
| Akesse Vincent Aka | -96 kg |                        | AZE K. Gazyumov D 0-4, 0-4 | Não avançou            | Não avançou            | Não avançou            | Não avançou            | Não avançou            | Não avançou |

Livre feminino
| Atleta               | Evento | Preliminar               | Oitavas de final             | Quartas de final                | Semifinal                         | Repescagem 1ª rodada   | Repescagem 2ª rodada   | Final                                           | Final       |
| Atleta               | Evento | Adversário e resultado   | Adversário e resultado       | Adversário e resultado          | Adversário e resultado            | Adversário e resultado | Adversário e resultado | Adversário e resultado                          | Pos.        |
| -------------------- | ------ | ------------------------ | ---------------------------- | ------------------------------- | --------------------------------- | ---------------------- | ---------------------- | ----------------------------------------------- | ----------- |
| Vanessa Boubryemm    | -48 kg | VEN M. Caripá V 1-0, 1-0 | RUS Z. Rakhmanova V 3-1, 3-2 | USA C. Chun D 1-6, 1-2          | Não avançou                       | Não avançou            | Não avançou            | Não avançou                                     | Não avançou |
| Lise Golliot-Legrand | -63 kg |                          | ESP T. Méndez V 1-0, 2-0     | POL M. Michalik V 1-0, 0-3, 3-1 | RUS A. Kartashova D 2-1, 1-2, 0-6 |                        |                        | Disputa pelo bronze KAZ Y. Shalygina D 0-5, 2-3 | 5º          |
| Audrey Prieto        | -72 kg |                          | GER A. Schätzle D 4-2, F     | Não avançou                     | Não avançou                       | Não avançou            | Não avançou            | Não avançou                                     | Não avançou |

### Nado sincronizado
| Atletas                                 | Evento | Rotina técnica | Rotina técnica | Rotina livre | Rotina livre | Rotina livre | Rotina livre | Rotina livre - Final | Rotina livre - Final | Rotina livre - Final | Rotina livre - Final |
| Atletas                                 | Evento | Pontos         | Posição        | Pontos       | Posição      | Total        | Posição      | Pontos               | Posição              | Total                | Posição              |
| --------------------------------------- | ------ | -------------- | -------------- | ------------ | ------------ | ------------ | ------------ | -------------------- | -------------------- | -------------------- | -------------------- |
| Apolline Dreyfuss Lila Meessemann-Bakir | Dueto  | 44,750         | 11º            | 45,250       | 11º          | 90,000       | 11º          | 45,583               | 11º                  | 90,333               | 11º                  |

### Natação
Masculino
| Atleta(s)                                                                                  | Evento          | Eliminatórias                                 | Eliminatórias | Semifinal   | Semifinal   | Final                                       | Final             |
| Atleta(s)                                                                                  | Evento          | Tempo                                         | Posição       | Tempo       | Posição     | Tempo                                       | Posição           |
| ------------------------------------------------------------------------------------------ | --------------- | --------------------------------------------- | ------------- | ----------- | ----------- | ------------------------------------------- | ----------------- |
| Amaury Leveaux                                                                             | 50 m livre      | 21s46 (OR)                                    | 1º            | 21s76       | 7º          | 21s45                                       | Medalha de prata  |
| Amaury Leveaux                                                                             | 200 m livre     | 1m47s44                                       | 13º           | Desistiu    | Desistiu    | Não avançou                                 | Não avançou       |
| Alain Bernard                                                                              | 50 m livre      | 21s78                                         | 7º            | 21s54       | 2º          | 21s49                                       | Medalha de bronze |
| Alain Bernard                                                                              | 100 m livre     | 47s85                                         | 4º            | 47s20       | 2º          | 47s21                                       | Medalha de ouro   |
| Fabien Gilot                                                                               | 100 m livre     | 48s42                                         | 13º           | 49s00       | 15º         | Não avançou                                 | Não avançou       |
| Nicolas Rostoucher                                                                         | 400 m livre     | 3m47s15                                       | 14º           |             |             | Não avançou                                 | Não avançou       |
| Nicolas Rostoucher                                                                         | 1500 m livre    | 15m00s58                                      | 13º           |             |             | Não avançou                                 | Não avançou       |
| Sébastien Rouault                                                                          | 400 m livre     | 3m48s84                                       | 23º           |             |             | Não avançou                                 | Não avançou       |
| Sébastien Rouault                                                                          | 1500 m livre    | 15m21s14                                      | 27º           |             |             | Não avançou                                 | Não avançou       |
| Benjamin Stasiulis                                                                         | 100 m costas    | 55s08                                         | 25º           | Não avançou | Não avançou | Não avançou                                 | Não avançou       |
| Simon Dufour                                                                               | 200 m costas    | 2m02s00                                       | 34º           | Não avançou | Não avançou | Não avançou                                 | Não avançou       |
| Pierre Roger                                                                               | 200 m costas    | 1m59s01                                       | 17º           | Não avançou | Não avançou | Não avançou                                 | Não avançou       |
| Hugues Duboscq                                                                             | 100 m peito     | 59s67                                         | 3º            | 59s83       | 4º          | 59s37                                       | Medalha de bronze |
| Hugues Duboscq                                                                             | 200 m peito     | 2m09s42                                       | 4º            | 2m09s97     | 8º          | 2m08s94                                     | Medalha de bronze |
| Julien Nicolardot                                                                          | 200 m peito     | 2m12s76                                       | 28º           | Não avançou | Não avançou | Não avançou                                 | Não avançou       |
| Frederick Bousquet                                                                         | 100 m borboleta | 51s83                                         | 11º           | 52s94       | 16º         | Não avançou                                 | Não avançou       |
| Christophe Lebon                                                                           | 100 m borboleta | 52s56                                         | 31º           | Não avançou | Não avançou | Não avançou                                 | Não avançou       |
| Christophe Lebon                                                                           | 200 m borboleta | 1m56s63                                       | 17º           | Não avançou | Não avançou | Não avançou                                 | Não avançou       |
| Pierre Henri                                                                               | 400 m medley    | 4m22s41                                       | 22º           |             |             | Não avançou                                 | Não avançou       |
| Amaury Leveaux Fabien Gilot Frederick Bousquet Alain Bernard Gregory Mallet Boris Steimetz | 4x100 m livre   | Leveaux Mallet Steimetz Bousquet 3m12s36 (ER) | 2º            |             |             | Leveaux Gilot Bousquet Bernard 3m08s32 (ER) | Medalha de prata  |
| Clement Lefert Sebastien Bodet Matthieu Madelaine Amaury Leveaux                           | 4x200 m livre   | 7m13s57                                       | 10º           |             |             | Não avançou                                 | Não avançou       |
| Benjamin Stasiulis Hugues Duboscq Christophe Lebon Fabien Gilot                            | 4x100 m medley  | 3m34s78                                       | 9º            |             |             | Não avançou                                 | Não avançou       |
| Gilles Rondy                                                                               | 10 km maratona  |                                               |               |             |             | 1h52m16s7                                   | 15º               |

Feminino
| Atleta(s)                                                                                          | Evento          | Eliminatórias                                       | Eliminatórias | Semifinal   | Semifinal   | Final                                     | Final       |
| Atleta(s)                                                                                          | Evento          | Tempo                                               | Posição       | Tempo       | Posição     | Tempo                                     | Posição     |
| -------------------------------------------------------------------------------------------------- | --------------- | --------------------------------------------------- | ------------- | ----------- | ----------- | ----------------------------------------- | ----------- |
| Céline Couderc                                                                                     | 50 m livre      | 25s22                                               | 18º           | Não avançou | Não avançou | Não avançou                               | Não avançou |
| Malia Metella                                                                                      | 50 m livre      | 24s95                                               | 10º           | 24s89       | 12º         | Não avançou                               | Não avançou |
| Malia Metella                                                                                      | 100 m livre     | 54s12                                               | 11º           | 54s20       | 9º          | Não avançou                               | Não avançou |
| Alena Popchanka                                                                                    | 100 m livre     | 54s86                                               | 18º           | Não avançou | Não avançou | Não avançou                               | Não avançou |
| Alena Popchanka                                                                                    | 100 m borboleta | 58s40                                               | 14º           | 58s55       | 10º         | Não avançou                               | Não avançou |
| Ophelie-Cyrielle Etienne                                                                           | 200 m livre     | 1m57s93                                             | 11º           | 1m58s00     | 8º          | 1m57s83                                   | 7º          |
| Aurore Mongel                                                                                      | 200 m livre     | 1m58s11                                             | 15º           | 1m58s08     | 10º         | Não avançou                               | Não avançou |
| Aurore Mongel                                                                                      | 100 m borboleta | 58s30                                               | 10º           | 58s46       | 9º          | Não avançou                               | Não avançou |
| Aurore Mongel                                                                                      | 200 m borboleta | 2m06s49                                             | 2º            | 2m07s21     | 7º          | 2m07s36                                   | 6º          |
| Coralie Balmy                                                                                      | 400 m livre     | 4m04s25                                             | 6º            |             |             | 4m03s60                                   | 4º          |
| Coralie Balmy                                                                                      | 800 m livre     | 8m28s34                                             | 12º           |             |             | Não avançou                               | Não avançou |
| Sophie Huber                                                                                       | 800 m livre     | 8m33s76                                             | 19º           |             |             | Não avançou                               | Não avançou |
| Laure Manaudou                                                                                     | 400 m livre     | 4m04s93                                             | 8º            |             |             | 4m11s26                                   | 8º          |
| Laure Manaudou                                                                                     | 100 m costas    | 1m00s09                                             | 5º            | 1m00s19     | 8º          | 1m00s10                                   | 7º          |
| Laure Manaudou                                                                                     | 200 m costas    | 2m09s39                                             | 10º           | 2m12s04     | 15º         | Não avançou                               | Não avançou |
| Alexianne Castel                                                                                   | 100 m costas    | 1m01s44                                             | 23º           | Não avançou | Não avançou | Não avançou                               | Não avançou |
| Alexianne Castel                                                                                   | 200 m costas    | 2m09s37                                             | 9º            | 2m10s04     | 13º         | Não avançou                               | Não avançou |
| Sophie de Ronchi                                                                                   | 100 m peito     | 1m10s46                                             | 29º           | Não avançou | Não avançou | Não avançou                               | Não avançou |
| Sophie de Ronchi                                                                                   | 200 m peito     | 2m30s93                                             | 30º           | Não avançou | Não avançou | Não avançou                               | Não avançou |
| Magali Rousseau                                                                                    | 200 m borboleta | 2m13s12                                             | 28º           | Não avançou | Não avançou | Não avançou                               | Não avançou |
| Cylia Vabre                                                                                        | 200 m medley    | 2m14s34                                             | 21º           | Não avançou | Não avançou | Não avançou                               | Não avançou |
| Camille Muffat                                                                                     | 200 m medley    | 2m12s16                                             | 7º            | 2m12s36     | 12º         | Não avançou                               | Não avançou |
| Camille Muffat                                                                                     | 400 m medley    | 4m40s29                                             | 19º           |             |             | Não avançou                               | Não avançou |
| Joanne Andraca                                                                                     | 200 m medley    | 2m43s88                                             | 23º           |             |             | Não avançou                               | Não avançou |
| Céline Couderc Alena Popchanka Ophelie-Cyrielle Etienne Malia Metella Hanna Shcherba-Lorgeril      | 4x100 m livre   | Couderc Shcherba-Lorgeril Etienne Popchanka 3m37s76 | 5º            |             |             | Couderc Popchanka Etienne Metella 3m37s68 | 6º          |
| Coralie Balmy Ophelie-Cyrielle Etienne Aurore Mongel Camille Muffat Alena Popchanka Céline Couderc | 4x200 m livre   | Popchanka Couderc Muffat Balmy 7m50s37 (OR)         | 1º            |             |             | Balmy Etienne Mongel Muffat 7m50s66       | 5º          |
| Alexianne Castel Sophie de Ronchi Aurore Mongel Alena Popchanka                                    | 4x100 m medley  | 4m02s95                                             | 11º           |             |             | Não avançou                               | Não avançou |
| Aurelie Muller                                                                                     | 10 km maratona  |                                                     |               |             |             | 2h02m04s1                                 | 21º         |

### Pentatlo moderno
Masculino
| Atleta              | Evento     | Tiro   | Tiro | Esgrima  | Esgrima | Natação | Natação | Hipismo | Hipismo | Corrida   | Corrida | Total | Posição |
| Atleta              | Evento     | Pontos | PPM  | Vitórias | PPM     | Tempo   | PPM     | Pontos  | PPM     | Tempo     | PPM     | PPM   | Posição |
| ------------------- | ---------- | ------ | ---- | -------- | ------- | ------- | ------- | ------- | ------- | --------- | ------- | ----- | ------- |
| Jean Maxence Berrou | Individual | 176    | 1048 | 10       | 640     | 2m04s52 | 1308    | 70.64   | 1060    | 9m21s71   | 1116    | 5172  | 23º     |
| John Zakrzewski     | Individual | 168    | 952  | 19       | 856     | 2m04s23 | 1312    | DNF     | 160     | 10 m04s15 | 984     | 4264  | 34º     |

Feminino
| Atleta      | Evento     | Tiro   | Tiro | Esgrima  | Esgrima | Natação | Natação | Hipismo | Hipismo | Corrida   | Corrida | Total | Posição |
| Atleta      | Evento     | Pontos | PPM  | Vitórias | PPM     | Tempo   | PPM     | Pontos  | PPM     | Tempo     | PPM     | PPM   | Posição |
| ----------- | ---------- | ------ | ---- | -------- | ------- | ------- | ------- | ------- | ------- | --------- | ------- | ----- | ------- |
| Amélie Caze | Individual | 177    | 1060 | 22       | 928     | 2m11s29 | 1348    | 72.83   | 1116    | 10 m59s82 | 1084    | 5536  | 9º      |

Legenda: PPM = Pontos de pentatlo moderno

### Remo
Masculino
| Equipe                                                                  | Evento           | Eliminatórias | Eliminatórias | Repescagem | Repescagem | Quartas | Quartas | Semifinal | Semifinal | Final   | Final                |
| Equipe                                                                  | Evento           | Tempo         | Posição       | Tempo      | Posição    | Tempo   | Posição | Tempo     | Posição   | Tempo   | Posição (Pos. final) |
| ----------------------------------------------------------------------- | ---------------- | ------------- | ------------- | ---------- | ---------- | ------- | ------- | --------- | --------- | ------- | -------------------- |
| Erwan Peron Laurent Cadot                                               | Dois sem         | 6m46s57       | 1º S A/B      |            |            |         |         | 6m44s29   | 5º FB     | 6m54s40 | 3º (9º)              |
| Jean-Baptiste Macquet Adrien Hardy                                      | Skiff duplo      | 6m21s92       | 2º S A/B      |            |            |         |         | 6m18s86   | 1º FA     | 6m33s36 | 5º (5º)              |
| Maxime Goisset Frédéric Dufour                                          | Skiff duplo leve | 6m20s17       | 2º S A/B      |            |            |         |         | 6m41s18   | 5º FB     | 6m32s65 | 5º (11º)             |
| Julien Desprès Benjamin Rondeau Germain Chardin Dorian Mortelette       | Quatro sem       | 6m05s00       | 4º R          | 6m00s01    | 2º S A/B   |         |         | 5m56s73   | 3º FA     | 6m09s31 | Medalha de bronze    |
| Franck Solforosi Guillaume Raineau Jean-Christophe Bette Fabien Tilliet | Quatro sem leve  | 5m51s68       | 2º S A/B      |            |            |         |         | 6m07s26   | 2º FA     | 5m51s22 | 4º (4º)              |
| Jonathan Coeffic Pierre-Jean Peltier Julien Bahain Cédric Berrest       | Skiff quádruplo  | 5m41s75       | 2º S A/B      |            |            |         |         | 5m53s04   | 3º FA     | 5m44s34 | Medalha de bronze    |

Feminino
| Equipe                                | Evento        | Eliminatórias | Eliminatórias | Repescagem | Repescagem | Quartas | Quartas  | Semifinal | Semifinal | Final   | Final                |
| Equipe                                | Evento        | Tempo         | Posição       | Tempo      | Posição    | Tempo   | Posição  | Tempo     | Posição   | Tempo   | Posição (Pos. final) |
| ------------------------------------- | ------------- | ------------- | ------------- | ---------- | ---------- | ------- | -------- | --------- | --------- | ------- | -------------------- |
| Sophie Balmary                        | Skiff simples | 7m47s37       | 3º Q          |            |            | 7m37s01 | 2º S A/B | 7m56s73   | 6º FB     | 7m58s88 | 6º (12º)             |
| Inene Pascal-Pretre Stephanie Dechand | Dois sem      | 7m42s92       | 5º R          | 7m41s87    | 4º FB      |         |          |           |           | 7m36s25 | 2º (8º)              |

### Saltos ornamentais
Feminino
| Atletas       | Evento                     | Preliminares | Preliminares | Semifinal   | Semifinal   | Final       | Final       |
| Atletas       | Evento                     | Pontos       | Posição      | Pontos      | Posição     | Pontos      | Posição     |
| ------------- | -------------------------- | ------------ | ------------ | ----------- | ----------- | ----------- | ----------- |
| Claire Febvay | Plataforma 10 m individual | 255,30       | 25º          | Não avançou | Não avançou | Não avançou | Não avançou |
| Audrey Labeau | Plataforma 10 m individual | 289,95       | 21º          | Não avançou | Não avançou | Não avançou | Não avançou |

### Taekwondo
Masculino
| Atleta        | Evento | Preliminares           | Quartas                | Semifinais             | Repescagem             | Final                  | Posição     |
| Atleta        | Evento | Adversário e resultado | Adversário e resultado | Adversário e resultado | Adversário e resultado | Adversário e resultado | Posição     |
| ------------- | ------ | ---------------------- | ---------------------- | ---------------------- | ---------------------- | ---------------------- | ----------- |
| Mickael Borot | +80kg  | MLI D. Keita D 5-6     | Não avançou            | Não avançou            | Não avançou            | Não avançou            | Não avançou |

Feminino
| Atleta          | Evento | Preliminares           | Quartas                            | Semifinais             | Repescagem             | Final                                   | Posição           |
| Atleta          | Evento | Adversário e resultado | Adversário e resultado             | Adversário e resultado | Adversário e resultado | Adversário e resultado                  | Posição           |
| --------------- | ------ | ---------------------- | ---------------------------------- | ---------------------- | ---------------------- | --------------------------------------- | ----------------- |
| Gwladys Épangue | -67kg  | KAZ L. Nurkina V 3-0   | MAR M. Benabderrassoul V 1-1 (SUP) | KOR Hwang K-S. D 1-2   |                        | Disputa pelo bronze AUS T. Morgan V 4-1 | Medalha de bronze |

### Tênis
Masculino
| Atleta                        | Evento  | Fase de 64                       | Fase de 32                           | Fase de 16                           | Quartas                                       | Semifinais                                      | Final                                                       | Final       |
| Atleta                        | Evento  | Adversário e resultado           | Adversário e resultado               | Adversário e resultado               | Adversário e resultado                        | Adversário e resultado                          | Adversário e resultado                                      | Posição     |
| ----------------------------- | ------- | -------------------------------- | ------------------------------------ | ------------------------------------ | --------------------------------------------- | ----------------------------------------------- | ----------------------------------------------------------- | ----------- |
| Gilles Simon                  | Simples | SWE R. Söderling V 6-4, 6-4      | ARG G. Cañas V 7-5, 6-1              | USA J. Blake D 4-6, 2-6              | Não avançou                                   | Não avançou                                     | Não avançou                                                 | Não avançou |
| Paul-Henri Mathieu            | Simples | ECU N. Lapentti V 7-6, 6-2       | RUS N. Davydenko V 7-5, 6-3          | GER N. Kiefer V 6-3, 7-5             | CHI F. González D 4-6, 4-6                    | Não avançou                                     | Não avançou                                                 | Não avançou |
| Gaël Monfils                  | Simples | ESP N. Almagro V 6-4, 3-6, 6-3   | ROU V. Hănescu V 6-4, 7-6            | ARG D. Nalbandian V 6-4, 6-4         | SRB N. Đoković D 6-4, 1-6, 4-6                | Não avançou                                     | Não avançou                                                 | Não avançou |
| Michaël Llodra                | Simples | CZE R. Štěpánek V 4-6, 7-6, 11-9 | RUS I. Andreev D 4-6, 6-3, 1-6       | Não avançou                          | Não avançou                                   | Não avançou                                     | Não avançou                                                 | Não avançou |
| Arnaud Clément Michaël Llodra | Duplas  |                                  | ISR J. Erlich - A. Ram V 6-4, 6-4    | GBR A. Murray - J. Murray V 6-1, 6-3 | RUS I. Andreev - N. Davydenko V 6-2, 6-7, 6-4 | SWE S. Aspelin - T. Johansson D 6-7, 6-4, 17-19 | Disputa pelo bronze USA B. Bryan - M. Bryan D 6-3, 3-6, 4-6 | 4º          |
| Gaël Monfils Gilles Simon     | Duplas  |                                  | IND M. Bhupathi - L. Paes D 3-6, 3-6 | Não avançou                          | Não avançou                                   | Não avançou                                     | Não avançou                                                 | Não avançou |

Feminino
| Atleta                        | Evento  | Fase de 64                       | Fase de 32                                  | Fase de 16                      | Quartas                | Semifinais             | Final                  | Final       |
| Atleta                        | Evento  | Adversário e resultado           | Adversário e resultado                      | Adversário e resultado          | Adversário e resultado | Adversário e resultado | Adversário e resultado | Posição     |
| ----------------------------- | ------- | -------------------------------- | ------------------------------------------- | ------------------------------- | ---------------------- | ---------------------- | ---------------------- | ----------- |
| Alizé Cornet                  | Simples | CZE N. Vaidišová V 4-6, 6-1, 6-4 | CHN Peng S. V 6-2, 6-2                      | USA S. Williams D 6-3, 3-6, 4-6 | Não avançou            | Não avançou            | Não avançou            | Não avançou |
| Virginie Razzano              | Simples | GRE E. Daniilidou V 6-3, 6-3     | EST K. Kanepi D 4-6, 5-7                    | Não avançou                     | Não avançou            | Não avançou            | Não avançou            | Não avançou |
| Pauline Parmentier            | Simples | SVK D. Cibulková D 1-6, 5-7      | Não avançou                                 | Não avançou                     | Não avançou            | Não avançou            | Não avançou            | Não avançou |
| Alizé Cornet Virginie Razzano | Duplas  |                                  | TPE Chan Y-J. - Chuang C-J. D 6-7, 7-6, 5-7 | Não avançou                     | Não avançou            | Não avançou            | Não avançou            | Não avançou |

### Tênis de mesa
Masculino
| Atleta(s)         | Evento     | Preliminar             | 1ª etapa                                                           | 2ª etapa                                                          | 3ª etapa               | 4ª etapa               | Quartas                | Semifinais             | Final                  |
| Atleta(s)         | Evento     | Adversário e resultado | Adversário e resultado                                             | Adversário e resultado                                            | Adversário e resultado | Adversário e resultado | Adversário e resultado | Adversário e resultado | Adversário e resultado |
| ----------------- | ---------- | ---------------------- | ------------------------------------------------------------------ | ----------------------------------------------------------------- | ---------------------- | ---------------------- | ---------------------- | ---------------------- | ---------------------- |
| Patrick Chila     | Individual |                        | HUN J. Jakab D 3-4 (11-7, 12-10, 11-9, 7-11, 1-11, 8-11, 9-11)     | Não avançou                                                       | Não avançou            | Não avançou            | Não avançou            | Não avançou            | Não avançou            |
| Damien Eloi       | Individual |                        | EGY A. Ali Saleh V 4-3 (7-11, 14-16, 11-8, 8-11, 11-7, 11-8, 11-6) | JPN J. Mizutani D 3-4 (9-11, 11-7, 13-15, 11-7, 11-8, 8-11, 1-11) | Não avançou            | Não avançou            | Não avançou            | Não avançou            | Não avançou            |
| Christophe Legout | Individual |                        | VIE D. Kien Quoc D 2-4 (12-10, 7-11, 6-11, 11-6, 9-11, 12-14)      | Não avançou                                                       | Não avançou            | Não avançou            | Não avançou            | Não avançou            | Não avançou            |

Feminino
| Atleta(s)    | Evento     | Preliminar             | 1ª etapa                                                   | 2ª etapa                                          | 3ª etapa               | 4ª etapa               | Quartas                | Semifinais             | Final                  |
| Atleta(s)    | Evento     | Adversário e resultado | Adversário e resultado                                     | Adversário e resultado                            | Adversário e resultado | Adversário e resultado | Adversário e resultado | Adversário e resultado | Adversário e resultado |
| ------------ | ---------- | ---------------------- | ---------------------------------------------------------- | ------------------------------------------------- | ---------------------- | ---------------------- | ---------------------- | ---------------------- | ---------------------- |
| Xian Yi Fang | Individual |                        | POL Xu J. V 4-3 (11-6, 11-4, 6-11, 11-9, 8-11, 8-11, 11-7) | HKG Lau S-F. D 1-4 (3-11, 11-9, 3-11, 8-11, 4-11) | Não avançou            | Não avançou            | Não avançou            | Não avançou            | Não avançou            |

### Tiro
Masculino
| Atleta              | Evento                 | Qualificação | Qualificação | Final       | Final                                  | Posição           |
| Atleta              | Evento                 | Placar       | Posição      | Placar      | Total                                  | Posição           |
| ------------------- | ---------------------- | ------------ | ------------ | ----------- | -------------------------------------- | ----------------- |
| Josselin Henry      | Carabina de ar 10 m    | 587          | 40º          | Não avançou | Não avançou                            | 40º               |
| Josselin Henry      | Carabina deitado 50 m  | 592          | 23º          | Não avançou | Não avançou                            | 23º               |
| Josselin Henry      | Carabina três posições | 1151         | 41º          | Não avançou | Não avançou                            | 41º               |
| Valérian Sauveplane | Carabina deitado 50 m  | 594          | 8º           | 104,8       | 698,8                                  | 6º                |
| Valérian Sauveplane | Carabina três posições | 1172         | 6º           | 95,1        | 1267,1                                 | 7º                |
| Franck Dumoulin     | Pistola de ar 10 m     | 576          | 25º          | Não avançou | Não avançou                            | 25º               |
| Franck Dumoulin     | Pistola livre 50 m     | 548          | 34º          | Não avançou | Não avançou                            | 34º               |
| Walter Lapeyre      | Pistola de ar 10 m     | 581          | 8º           | 99,3        | 680,3                                  | 6º                |
| Walter Lapeyre      | Pistola livre 50 m     | 552          | 25º          | Não avançou | Não avançou                            | 25º               |
| Stéphane Clamens    | Fossa olímpica         | 112          | 25º          | Não avançou | Não avançou                            | 25º               |
| Yves Tronc          | Fossa olímpica         | 115          | 17º          | Não avançou | Não avançou                            | 17º               |
| Anthony Terras      | Skeet                  | 120          | 3º           | 24          | 144 Desempate: CYP A. Nikolaidis V 3-2 | Medalha de bronze |

Feminino
| Atleta             | Evento                 | Qualificação | Qualificação | Final       | Final       | Posição |
| Atleta             | Evento                 | Placar       | Posição      | Placar      | Total       | Posição |
| ------------------ | ---------------------- | ------------ | ------------ | ----------- | ----------- | ------- |
| Laurence Brize     | Carabina de ar 10 m    | 394          | 19º          | Não avançou | Não avançou | 19º     |
| Laurence Brize     | Carabina três posições | 579          | 13º          | Não avançou | Não avançou | 13º     |
| Marie Laure Gigon  | Carabina de ar 10 m    | 396          | 8º           | 101,3       | 497,3       | 7º      |
| Marie Laure Gigon  | Carabina três posições | 568          | 38º          | Não avançou | Não avançou | 38º     |
| Brigitte Roy       | Pistola de ar 10 m     | 379          | 23º          | Não avançou | Não avançou | 23º     |
| Brigitte Roy       | Pistola livre 25 m     | 580          | 15º          | Não avançou | Não avançou | 15º     |
| Stephanie Tirode   | Pistola de ar 10 m     | 377          | 33º          | Não avançou | Não avançou | 33º     |
| Stephanie Tirode   | Pistola livre 25 m     | 577          | 22º          | Não avançou | Não avançou | 22º     |
| Delphine Racinet   | Fossa olímpica         | 62           | 13º          | Não avançou | Não avançou | 13º     |
| Veronique Girardet | Skeet                  | 63           | 16º          | Não avançou | Não avançou | 16º     |

### Tiro com arco
Masculino
| Atleta                 | Evento     | Fase de Ranking | Fase de Ranking | Fase de 64             | Fase de 32             | Oitavas                | Quartas                | Semifinais             | Final                  | Final       |
| Atleta                 | Evento     | Placar          | Chave           | Adversário e resultado | Adversário e resultado | Adversário e resultado | Adversário e resultado | Adversário e resultado | Adversário e resultado | Posição     |
| ---------------------- | ---------- | --------------- | --------------- | ---------------------- | ---------------------- | ---------------------- | ---------------------- | ---------------------- | ---------------------- | ----------- |
| Romain Girouille       | Individual | 641             | 51º             | AUS S. Kim D 110-112   | Não avançou            | Não avançou            | Não avançou            | Não avançou            | Não avançou            | Não avançou |
| Jean-Charles Valladont | Individual | 656             | 35º             | AUS M. Naray D 106-108 | Não avançou            | Não avançou            | Não avançou            | Não avançou            | Não avançou            | Não avançou |

Feminino
| Atleta                                          | Evento     | Fase de Ranking | Fase de Ranking | Fase de 64                | Fase de 32                  | Oitavas                | Quartas                | Semifinais                  | Final                                          | Final             |
| Atleta                                          | Evento     | Placar          | Chave           | Adversário e resultado    | Adversário e resultado      | Adversário e resultado | Adversário e resultado | Adversário e resultado      | Adversário e resultado                         | Posição           |
| ----------------------------------------------- | ---------- | --------------- | --------------- | ------------------------- | --------------------------- | ---------------------- | ---------------------- | --------------------------- | ---------------------------------------------- | ----------------- |
| Virginie Arnold                                 | Individual | 626             | 39º             | USA K. Lorig D 105-107    | Não avançou                 | Não avançou            | Não avançou            | Não avançou                 | Não avançou                                    | Não avançou       |
| Sophie Dodemont                                 | Individual | 632             | 32º             | GER A. Hitzler D 106-107  | Não avançou                 | Não avançou            | Não avançou            | Não avançou                 | Não avançou                                    | Não avançou       |
| Bérengère Schuh                                 | Individual | 645             | 14º             | ITA P. Lionetti V 112-107 | JPN S. Kitabatake V 112-100 | KOR Joo H-J. D 104-109 | Não avançou            | Não avançou                 | Não avançou                                    | Não avançou       |
| Virginie Arnold Sophie Dodemont Bérengère Schuh | Equipes    | 1903            | 5º              |                           |                             |                        | POL Polônia V 218-211  | KOR Coreia do Sul D 184-213 | Disputa pelo bronze GBR Grã-Bretanha V 203-201 | Medalha de bronze |

### Triatlo
Masculino
| Atleta            | Evento    | Natação | Natação  | Ciclismo | Ciclismo      | Corrida       | Corrida       | Total         | Posição final |
| Atleta            | Evento    | Tempo   | Posição  | Tempo    | Posição       | Tempo         | Posição       | Total         | Posição final |
| ----------------- | --------- | ------- | -------- | -------- | ------------- | ------------- | ------------- | ------------- | ------------- |
| Frédéric Belaubre | Masculino | 18m03s  | 3º       | 1h17m42s | 21º           | 31m48s        | 9º            | 1h50 m00s30   | 10º           |
| Laurent Vidal     | Masculino | 18m49s  | 45º      | 1h17m42s | 18º           | 34m51s        | 36º           | 1h53m02s79    | 36º           |
| Tony Moulai       | 18m27s    | 41º     | 1h17m45s | 29º      | Não completou | Não completou | Não completou | Não completou |               |

Feminino
| Atleta           | Evento   | Natação | Natação | Ciclismo | Ciclismo | Corrida | Corrida | Total      | Posição final |
| Atleta           | Evento   | Tempo   | Posição | Tempo    | Posição  | Tempo   | Posição | Total      | Posição final |
| ---------------- | -------- | ------- | ------- | -------- | -------- | ------- | ------- | ---------- | ------------- |
| Jessica Harrison | Feminino | 19m56s  | 16º     | 1h24m40s | 7º       | 36m19s  | 19º     | 2h01m31s74 | 12º           |
| Carole Peon      | Feminino | 20 m22s | 39º     | 1h27m34s | 42º      | 37m55s  | 30º     | 2h06m04s28 | 34º           |

### Vela
Masculino
| Atleta                              | Evento | Regata | Regata | Regata | Regata | Regata | Regata | Regata | Regata | Regata | Regata | Regata | Pontos | Posição           |
| Atleta                              | Evento | 1      | 2      | 3      | 4      | 5      | 6      | 7      | 8      | 9      | 10     | M      | Pontos | Posição           |
| ----------------------------------- | ------ | ------ | ------ | ------ | ------ | ------ | ------ | ------ | ------ | ------ | ------ | ------ | ------ | ----------------- |
| Julien Bontemps                     | RS:X   | 13     | 1      | 5      | 4      | 10     | 8      | 2      | 10     | 2      | 3      | 8      | 53     | Medalha de prata  |
| Jean Baptiste Bernaz                | Laser  | 19     | 1      | 12     | 9      | 6      | 10     | 30     | 5      | 34     |        | 12     | 104    | 8º                |
| Nicolas Charbonnier Olivier Bausset | 470    | 6      | 3      | 8      | 1      | 6      | 18     | 3      | 14     | 7      | 20     | 12     | 78     | Medalha de bronze |
| Xavier Rohart Pascal Rambeau        | Star   | 12     | 1      | 5      | 4      | 7      | 6      | 9      | 9      | 8      | 2      | 18     | 69     | 6º                |

Feminino
| Atleta                                          | Evento       | Regata | Regata | Regata | Regata | Regata | Regata | Regata | Regata | Regata | Regata | Regata  | Pontos | Posição |
| Atleta                                          | Evento       | 1      | 2      | 3      | 4      | 5      | 6      | 7      | 8      | 9      | 10     | M       | Pontos | Posição |
| ----------------------------------------------- | ------------ | ------ | ------ | ------ | ------ | ------ | ------ | ------ | ------ | ------ | ------ | ------- | ------ | ------- |
| Faustine Merret                                 | RS:X         | 8      | DSQ    | 10     | 7      | 11     | 19     | 17     | 18     | 7      | 3      | Não av. | 100    | 11º     |
| Sarah Steyaert                                  | Laser Radial | 11     | 1      | 21     | 3      | BFD    | 1      | 3      | 10     | 11     |        | 16      | 77     | 5º      |
| Ingrid Petitjean Gwendolyn Lemaitre             | 470          | 1      | 11     | 16     | 8      | 17     | 9      | 9      | 9      | 13     | 9      | Não av. | 85     | 11º     |
| Anne le Helley Catherine Lepesant Julie Gerecht | Yngling      | 4      | 15     | 1      | 14     | 5      | 10     | 10     | 2      |        |        | 5       | 62     | 7º      |

Aberto
| Atleta                           | Evento  | Regata | Regata | Regata | Regata | Regata | Regata | Regata | Regata | Regata | Regata | Regata | Regata | Regata  | Pontos | Posição           |
| Atleta                           | Evento  | 1      | 2      | 3      | 4      | 5      | 6      | 7      | 8      | 9      | 10     | 11     | 12     | M       | Pontos | Posição           |
| -------------------------------- | ------- | ------ | ------ | ------ | ------ | ------ | ------ | ------ | ------ | ------ | ------ | ------ | ------ | ------- | ------ | ----------------- |
| Guillaume Florent                | Finn    | 5      | 8      | 20     | 3      | 4      | 6      | 4      | 21     |        |        |        |        | 8       | 58     | Medalha de bronze |
| Emmanuel Dyen Yann Rocherieux    | 49er    | 7      | 8      | 4      | 5      | 11     | 13     | 11     | 13     | 14     | 7      | 6      | 17     | 10      | 109    | 10º               |
| Xavier Revil Christophe Espagnon | Tornado | 7      | 2      | 10     | DNS    | 9      | 10     | 10     | 4      | 10     | 7      |        |        | Não av. | 69     | 11º               |

### Remo
| S | Classificado(a) para as semifinais |    |                        | FA | Final A (disputa de medalhas) |  |  | FD | Final D (sem medalhas) |
| Q | Classificado(a) para as quartas    | FB | Final B (sem medalhas) | FE | Final E (sem medalhas)        |  |  |    |                        |
| R | Classificado(a) para a repescagem  | FC | Final C (sem medalhas) | FF | Final F (sem medalhas)        |  |  |    |                        |

### Vela
| M   | Regata da Medalha da qual só participam os dez primeiros colocados das regatas anteriores  |  |  | CAN | Regata cancelada |
| BFD | Desclassificado por bandeira preta (Black Flag Disqualified)                               |  |  |     |                  |
| UFD | Desclassificado por bandeira "U" (U Flag Disqualified)                                     |  |  |     |                  |
| OCS | Largada queimada (On the Course Side of the starting line)                                 |  |  |     |                  |
| DNE | Desclassificação sem eliminação (infração a um item do regulamento da prova – Did Not End) |  |  |     |                  |